# Moto E5 Play
El Moto E5 Play es un teléfono inteligente de gama baja fabricado por Motorola Mobility, subsidiaria de Lenovo. Fue lanzado en marzo de 2018. Este teléfono a menudo es elogiado por tener una batería de larga duración a pesar de tener un rendimiento bajo debido a su procesador y a la tarjeta de video.

## Especificaciones

### Hardware
El Moto E5 Play funciona con Soc Quadcore QS 425, tiene un CPU ARM Cortex-A53 Quad-core 4x 1.4GHz . Con una pantalla de HD de 5.2 pulgadas. Con un procesador Qualcomm Snapdragon 425 quad-core, con un GPU Adreno 308 con 2 GB de RAM y 16 GB de almacenamiento interno expandible hasta 256 GB con una tarjeta microSD.
Tiene una pantalla LCD IPS de 5.2 pulgadas con una resolución de 720 x 1280 pixeles. La cámara trasera de 8 MP tiene una apertura de f/2.0 y cuenta con autofoco y flash Led. La cámara frontal de 5 MP cuenta con flash Led.

### Software
El moto E5 Play se envía con Android 8.0 Oreo y la interfaz de usuario Experience de Motorola Mobility.